# Петер, Фриц
Фри́ц Пе́тер (нем. Fritz Peter, 28 декабря 1927 года, Бралиц, ныне в черте города Бад-Фраенвальде) — военный деятель ГДР, в 1976—1990 годах руководитель Гражданской обороны ГДР, генерал-полковник (1989 год).

## Карьера
Из семьи мясника. После окончания восьмилетней школы обучался профессии агронома. После года службы в Имперской Трудовой Повинности (RAD) был призван в вермахт. В 1945 году попал в советский плен.
После освобождения, в 1948 году вступил в СЕПГ и военизированные формирования Советской оккупационной зоны. Уже в 1949 году он становится командиром отделения в дежурной части Народной полиции Потсдама (нем. VP-Bereitschaft Potsdam). Вскоре его переводят на должность командира взвода и заместителя командира по боевой подготовке в дежурную часть Народной полиции Апольда (нем. VP-Bereitschaft Apolda).
В начале 50-х годов Петер проходит специальный курс обучения в Советском Союзе. После своего возвращения в ГДР он в 1952-1956 годах служит оберадъютантом и руководителем адъютантуры в министерстве внутренних дел. В 1956-1959 годах он занимает различные должности (в том числе руководителя оперативного отдела) в только что созданном министерстве национальной обороны. В 1959-1961 годах он проходит обучение в Академии Генерального штаба Вооружённых сил СССР.
После своего возвращения Петер в 1961-1962 годах служит заместителем командира и начальником штаба 9-й танковой дивизии в Эггезине. После этого он в 1962-1964 годах занимает должность начальника штаба и заместителя коменданта Восточного Берлина. В 1964-1969 годах Петер — начальник штаба и заместитель командующего 3-м Военным округом (Лейпциг) (нем. Chef und Stabschef des Militärbezirkes III (Leipzig)). В 1966 году ему было присвоено звание генерал-майора. После этого он до 1972 года служил заместителем начальника штаба Объединённых сил стран-участниц Организации Варшавского договора.
После образования в 1972 году самостоятельного командования сухопутных войск (нем. Kommandos Landstreitkräfte (Kdo. LaSK)) Петер становится начальником штаба и заместителем командующего — Хорста Штехбарта. 1 марта 1974 года ему было присвоено очередное звание генерал-лейтенанта. С 1 декабря 1976 года вплоть до своего ухода в отставку (30 апреля 1990 года) он являлся руководителем Гражданской обороны ГДР (нем. Leiter der Zivilverteidigung der DDR). В сороковую годовщину образования ГДР, 7 октября 1989 года ему было присвоено звание генерал-полковника (в последний раз в истории ГДР).

## Воинские звания
- Генерал-майор — 1966 год;
- Генерал-лейтенант — 1 марта 1974 года;
- Генерал-полковник — 7 октября 1989 года.